# Салкельд, Сесил
Сесил Френч Салкельд (англ. Cecil French Salkeld, 9 июля 1904, Каримгандж — 11 мая 1969, Дублин) — ирландский художник, поэт и драматург.

## Жизнь и творчество
С. Ф. Салкельд родился в семье колониального чиновника Генри Лайда Салкельда и его супруги Бланед (1880—1959, известной позднее как писательница и драматург. После смерти отца в 1910 году он с матерью приезжает в Ирландию. В 1919, в возрасте 15 лет Салкельд поступает в дублинскую школу искусств Метрополитен, в класс Шона Китинга, а в 1921 — в Академию художеств Касселя, где его учителем становится Эвальд Дюльберг (1888—1933). В Германии же художник становится членом культурного течения Новая вещественность. В 1922 году он принимает участие в Международной художественной выставке в Дюссельдорфе. В 1925 году Салкельд возвращается в Ирландию. В 1926 ему присуждается премия Тейлора из картину The Builders. В 1931 художник знакомится с драматургом С.Беккетом, с которым его затем связывали дружеские узы. В 1942 году Салкельд пишет фреску «Триумф Вакха» в кабачке Дэви Бёрна в Дублине (Lokal Davy Byrne’s), прославленном Джеймсом Джойсом в его Улиссе. В середине 1940-х годов работает больше как театральный художник, рисует балетные сцены. В 1944 году он эти свои работы выставляет на Ирландской выставке живого искусства (Irish Exhibition of Living Art). С. Ф. Салкельд был также автором ряда сочинений по теории живописи, театральных пьес (Berlin Duck, 1953). Состоял членом Королевской Гибернианской Академии (Royal Hibernian Academy). Среди учеников Салкельда следует выделить художника-портретиста Реджинальда Грея.
Дочь С. Ф. Салкельда, Беатриса, также художник, в 1955 году вступила в брак с выдающимся ирландским драматургом Бренданом Биэном.

## Музеи, в которых хранятся работы художника (избранное)
- Irish Museum of Modern Art, Dublin
- National Gallery of Ireland, Dublin
- National Self Portrait Collection, limerick
- Victoria and Albert Museum, London